# Sejerslev
Sejerslev is een plaats in de Deense regio Noord-Jutland, gemeente Morsø. De plaats telt 375 inwoners (2008).